# Хирівський район
Хирівський район — колишній район Дрогобицької області, центром якого було місто Хирів.

## Історія
10 січня 1940 року ЦК КП(б)У обговорило питання про районний поділ Дрогобицької області УРСР. Ухвалено створити Хирівський район.
27 червня 1941 радянські війська залишили з боями районний центр Хирів Дрогобицької області.
Однак вже 8 серпня 1944 року під час наступу радянські війська оволоділи містом Хировом.
Відповідно до договору між Польщею та СРСР 15 лютого 1951 року Польщі було передано західну частину Дрогобицької області, у тому числі окремі села Хирівського району.
Район було ліквідовано у червні 1957 року.

## Географія
Хирівський район розташовувався в західній частині Дрогобицької області та мав площу 200-300 км².

## Винищення євреїв, українсько-польський обмін населенням, депортація українців
У роки ІІ Світової Хирів зазнав значних руйнувань, а єврейське населення містечка німці відправили у Перемиське гетто, де їх згодом розстріляли. Натомість чимало українців було відправлено на примусові роботи до Німеччини. У 1941 році, коли Хирів опинився у німецькому тилу, на його території було створено концтабір N323, в якому утримувалися радянські військовополонені. У 1944 році після вступу до Хирова радянських військ у Хирові була створена катівня НКВС (нині там знаходиться початкова школа). Після війни більшу частину поляків, які жили на території району було переселено до Польщі. Натомість до самого Хирова та сіл району були переселені українці з сіл, які перейшли до складу Польщі. У 1951 році в ході радянсько-польського обміну територіями у 1951 року було переселено мешканців сіл Коростенко, Ліскувате, Стебник на Донеччину та Нанове на Херсонщину. Ці села належали до етнічних земель бойків.

## Населені пункти Хирівського району

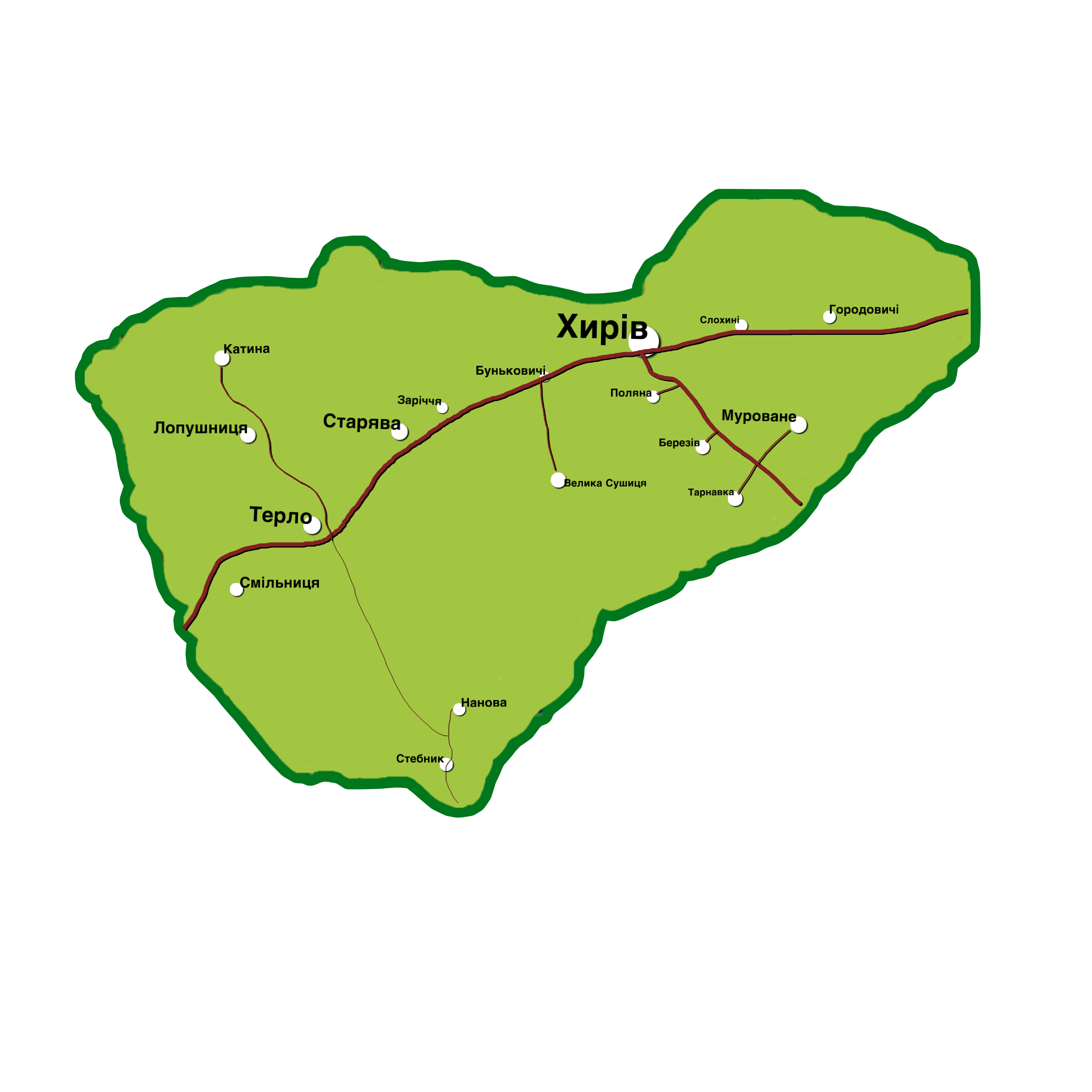
карта Хирівського району

До складу Хирівського району окрім Хирова входили, зокрема, наступні села: Березів, Буньковичі, Велика Сушиця, Городовичі, Заріччя, Катина, Коростенко, Лібухова, Лісковате, Лопушанка, Лопушниця, Нанова, Поляна, Сливниця, Слохиня, Стар'ява, Смільниця, Стебник, Тарнавка, Терло.

## Хирівський районний комітет КП(б)У
Одразу після приєднання території району до Радянської України, у січні 1940 року, було створено Хирівський районний комітет КП(б)У, який діяв до червня 1941 року, коли припинив свою діяльність через початок військових дій. Із вересня 1944 року його знову було відновлено. У жовтні 1952 року перейменовано на Хирівський районний комітет КПУ. У червні 1957 року ліквідовано у зв'язку з приєднанням району до Добромильського району.
Хирівський районний комітет КП(б)У складався з: бюро (загальний відділ), організаційно-інструкторський відділ (з 1949 р. — відділ партійних, профспілкових та комсомольських організацій), сектор партійної статистики, відділ пропаганди і агітації, сільськогосподарський відділ, військовий відділ, відділ по роботі серед жінок, відділ кадрів.
- Список 1-х секретарів Хирівського районного комітету КПУ:
  - Перевознюк М.М. .02.1940 – 194
  - Шестаков Олександр Павлович 1944 – 1945
  - Дуліченко Микола Прокопович 1947 – 1948
  - Самбур Василь Іларіонович 1948 – 1953
  - Голуб О.Т. 1953 – 1955
  - Ющенко Л.Ю. 1955 – 1956
  - Масляк Михайло Васильович 1956 – 1957

## Хирівський район в адміністративно-територіальному поділі ОУН
Адміністративно-територіальний поділ, який використовувався в ОУН відрізнявся від офіційно прийнятого в УРСР. Зокрема від осені 1945 року Хирівський надрайон входив до складу Самбірського надрайону. При цьому аж до ліквідації Самбірського надрайону в 1952 році він не зазнавав жодних змін, відповідно в його складі залишався і Хирівський район.

В адміністративно-територіальному поділі ОУН існував Хирівський повіт до складу якого, окрім Хирівського району, входили також гірські села Старосамбірського та Турківського районів, а саме Виців, Галівка, Лімна, Мшанець, Плоске, Соснівка, Хащів. Також до складу повіту входив Нижньо-Устрицький район (місто Устрики Дольні і села Бандрів, Береги, Бриликів, Волиця, Воцькова, Воцьківка, Вільшаниця, Воля Мацькова, Вгерці, Глинно, Гошів, Гошівчик, Дзивинячий, Занькова, Кузьмина, Лодина, Луг, Ліщовате, Лобазів, Лютовисько, Рівне, Ропинка, Романова, Середниця, Стрв'яжик, Тиха, Устянова, Чорна, Юркова, Ясень). Хирівський повіт був в основному заселений бойками, також частково там жили і лемки.

карта Дрогобицької області

## Діяльність ОУН та УПА на території Хирівського району
На території району активно діяла мережа ОУН, так само активні бойові дії проводили боївки УПА. Зокрема у селі Тарнавка були створені курси військових старшин, вишкіл в яких пройшло чимало командирів УПА. Командиром курсів був Михайло Кокоць «Горопко» (1904–1948). З 1946 року він був керівником Хирівського районного проводу ОУН-УПА.